# Записки институтки
«Запи́ски институ́тки» — дебютная повесть Лидии Чарской, написанная на основе её воспоминаний о её учёбе в Павловском институте благородных девиц и принёсшая ей всероссийскую известность, что в итоге положило начало её писательской деятельности. Книга была очень популярна и к 1915 году выдержала четыре переиздания. В дальнейшем Чарская выпустила предысторию «Княжна Джаваха» (1903) и продолжения «Люда Власовская» (1904), «Вторая Нина» (1907) «Джаваховское гнездо» (1910) и «Дели-Акыз» (1915).
Изначально публиковалась по частям в журнале «Задушевное слово» за 1901 год (номера 1-42), а затем была издана отдельной книгой в издательстве «т-во О. Вольф».

## Сюжет
У живущей в Малороссии Люды Власовской отец героически погибает во время осады Плевны, и Люда получает льготу в виде бесплатного обучения в петербургском институте, куда мать со слезами отправляет её из солнечной Украины. В институте всё кажется чужим и неприветливым до тех пор, пока Люда не подружилась с грузинской княжной Ниной Джавахой.
В книге рассказывается об их дружбе, приключениях и детских переживаниях. Девочки скучают по дому и ждут оттуда весточки, планируя, как поедут летом сначала на Украину, а затем на Кавказ. Но Нина до лета не доживает, мучительно скончавшись от чахотки. Бедная Люда трудно переживает смерть своей верной подруги. В книге подробно описана жизнь обучающихся в Павловском институте девочек: школьные переживания, ссоры и многое другое.
Вторая книга «Люда Власовская» посвящена выпускному классу Люды — переживаниям вокруг выпускных экзаменов, бала и будущей жизни. Выпустившись из института с золотой медалью и потеряв во время обучения мать и брата, она должна работать в богатой грузинской семье князя Кашидзе, родича её покойной подруги Нины Джавахи. Здесь Люда становится наставницей для Тамары Кашидзе, троюродной сестры Нины, и обретает новую семью. В третьей книге «Вторая Нина» Люда спустя 16 лет после выпуска возвращается в институт на работу классной дамы.

## Персонажи

### Воспитанницы института
- Люда Влассовская (Галочка) — главная героиня цикла. Черноволосая девочка с чёрными глазами, добрая и кроткая.
- Нина Джаваха — подруга Люды. Смелая, гордая, свободолюбивая черноглазая брюнетка. В конце «Записок…» умирает от чахотки.
- Лида Маркова (Крошка) — одна из лучших учениц, голубоглазая блондинка. Заносчивая и лукавая, нередко доносит начальству на подруг.
- Маня Иванова — подруга Крошки. Весёлая, бойкая, добродушная девочка с русыми волосами, любит поесть.
- Соня Бельская (Разбойник, Белка; в 21 главе упомянута как Раиса Бельская) — непосредственная, проказливая, веселая белокурая толстушка.
- Миля Корбина (Милка) — мечтательница и фантазерка, «миловидная блондиночка с мечтательной головкой». Любит читать книги Вальтера Скотта.
- Кира Дергунова (Персик) — порывистая, острая на язык девочка с больным самолюбием, черноволосая и черноглазая, похожа на цыганку.
- Варя Чикунина (Соловушка) — спокойная и серьёзная девушка, высокая, полная брюнетка. Прозвище получила за красивый певучий голос. Впоследствии умирает от скарлатины.
- Валя Лер (Саксонская куколка) — вторая после Вольской красавица института, блондинка с голубыми глазами. Добрая, хотя и слегка насмешливая.
- Анна Вольская (Медея) — сероглазая, высокая, стройная девушка, первая красавица и подружка Лер. Гордая, честная, не признаёт ничьего превосходства. Пользуется безупречной репутацией в классе.
- Маруся Запольская (Краснушка) — новая подруга Люды после смерти Нины Джаваха. Рыжеволосая и кареглазая девочка, озорная, экзальтированная и вспыльчивая. Сочиняет стихи.
- Таня Петровская — черноволосая, очень серьезная, набожная и сдержанная девушка, рябая, с курносым носом и нездоровым цветом кожи.
- Катя Мухина (Мушка) — маленькая близорукая брюнетка. Спокойная, впечатлительная, незаметная девочка. Плохо учится по математике.
- Даша Муравьева (Додо) — серьёзная, сдержанная, начитанная, вторая ученица в классе после Людмилы Влассовской.
- Надя Фёдорова — тихая, спокойная, наивная девочка, приходит в умиление по любому поводу.
- Катя Ренн (в 21 главе упомянута как Клавдия Ренн) — ленивая, неповоротливая девушка. Второгодница, самая старшая в классе. Окончательно отчислена в конце учебного года, после смерти Нины.

Ученицы, появляющиеся в книге «Люда Власовская»
- Нора Трахтенберг (Скандинавская дева) — дочь шведского аристократа. Белокурая, стройная, обладает редкой красотой. Принципиальная, немного надменная, держится обособленно от других институток. Испытывает симпатию к Людмиле Влассовской, но та отвергает её дружбу. Является предметом буквально романтических воздыханий Мили Корбиной. Поступила в институт вопреки правилам сразу в выпускной класс.
- Раиса Зот — белокурая немка. Хорошая пианистка.
- Зоя Нерод — незаметная, скромная девушка.
- Сара Хованская — тоненькая, быстроглазая. Любительница соврать и прихвастнуть.

Ученицы, появляющиеся в книге «Вторая Нина»
- Баронесса Лидия Рамзай — гордая и независимая девушка с зелёными глазами и тёмными коротко остриженными волосами, финка по национальности. Насмешливая и холодная, но лишь на первый взгляд. У Лидии, как выяснилось в книге «Джаваховское гнездо», есть младший брат Валь.
- Мила Перская (Милка) — рыженькая и кареглазая девушка, подруга Нины бек-Израэл. Мечтательная, восторженная и добрая.
- Женя Лазарева (Мышка) — тихая, застенчивая, кроткая девушка, блондинка с синими глазами.
- Марина Волховская — «высокая, рябая, энергичная с виду» девушка, строгая, принципиальная и серьёзная.
- Софья Пуд (Слониха) — худшая ученица класса, ленивая, апатичная девушка. Высокая, полная, с глазами неопределенного цвета.

### Начальство и учителя
- Maman (не названа по имени, носит титул княгини).
- M-lle Арно (Пугач) — французская классная дама.
- Fräulein Гертруда Генинг (Кис-Кис) — немецкая классная дама.
- Григорий Григорьевич Вацель (дядя Гри-гри) — математика.
- Василий Петрович Терпимов (Гадюка; в 14 главе повести «Люда Власовская» упоминается под именем Александр) — словесность.
- Алексей Иванович — география.
- (не назван по имени) Троцкий — танцы.
- Отец Филимон — Закон Божий.
- Monsieur Ротье — французский язык.

### Кавказцы
- Никанор Владимирович Кашидзе — двоюродный дед Нины, генерал.
- Тамара — его дочь, своенравная, капризная, но добрая девушка.
- Андро — брат Тамары, изначально недолюбливал Люду, но после того, как Люда выходила его, пострадавшего на пожаре, он полюбил её.
- Георгий Джаваха — отец Нины Джавахи, дядя Нины Израэл.
- Барбалэ — служанка в доме Кашидзе, раньше работавшая в доме Джаваха.
- Бэлла — тётя покойной Нины Джаваха, принявшая впоследствии христианство с именем Елена.
- Израэл — муж Бэллы, принявший крещение под именем Арсений.
- Хаджи-Магомет — отец Бэллы.

#### Персонажи книги «Вторая Нина»
- Нина бек-Израэл-оглы-Мешедзе — дочь Бэллы и Израэла, брюнетка с чёрными глазами. Отважная, гордая, решительная девушка. Впоследствии стала ученицей женского института, где училась Люда.
- Наиб Мешедзе — отец Израэла, наиб аула Бестуди.
- Гуль-Гуль — его дочь, весёлая и взбалмошная девушка.
- Лейла-Фатьма — сестра Израэла и Гуль-Гуль, угрюмая и неразговорчивая женщина, считается в округе колдуньей.